# Joseph Renaud
Pour les articles homonymes, voir Renaud (homonymie).
Joseph-Paul-Amédée Renaud, né le 31 mars 1906 à Sully (Saône-et-Loire), mort au même lieu le 8 mars 1978 est un homme politique français, parlementaire de Saône-et-Loire sous la IVe République.

## Débuts en politique
Fils de Paul Renaud, agriculteur, et de Jeanne Bochot, Joseph Renaud est issu d'une ancienne famille de la bourgeoisie rurale, originaire de Sully, en Saône-et-Loire, et dont un membre, Fernand Renaud, est alors premier adjoint (1919-1932) puis maire d'Autun (1932-1944).
Après des études secondaires menées à l'institution Saint-Lazare à Autun jusqu'à l'obtention de la première partie du baccalauréat, il devient à son tour agriculteur exploitant à Sully. Peu après son mariage en 1932 avec Émilie Meillant et la naissance de sa fille Colette, il s'engage dans la vie politique : en 1935, il est élu conseiller municipal de sa commune et exerce aussitôt la fonction d'adjoint au maire. Lors des élections législatives de 1936, Joseph Renaud franchit une nouvelle étape en se présentant sous l'étiquette "républicain de gauche" (centre droit), avec le soutien de l'Alliance démocratique, dans la première circonscription d'Autun, mais il est battu. Mobilisé en 1939, il rentre dans ses foyers en 1940.

## Un engagement gaulliste et paysan
À la Libération, Joseph Renaud tente à nouveau, à l'occasion de toutes les élections, de gagner un siège dans une assemblée nationale. 
Il est ainsi candidat lors de l'élection de la première Assemblée constituante en octobre 1945 : il figure en troisième position sur une liste d'action sociale de la résistance qui recueille 39 404 suffrages sur 24 351 (soit 16,18%) mais n'a qu'un seul élu (Patrice Bougrain-Dubourg). 
En juin 1946, il gagne une place - son nom apparaît en deuxième position - sur une liste du cartel républicain, proche de celle de 1945. Mais si cette liste progresse en obtenant 51 539 suffrages sur 254 546 (soit 20,2%), elle n'a toujours qu'un seul élu (Patrick Bougrain). 
En novembre 1946, Renaud retrouve la troisième position sur une liste du cartel républicain indépendant et gaulliste qui attire 64 450 voix sur 240 573 (soit 26,7%) et gagne deux élus (Patrice Bougrain et André Moynet). Il appartient alors à l'Union gaulliste de René Capitant et le préfet le présente comme "cultivateur, démocrate populaire". Joseph Renaud tente encore sa chance en présentant sa candidature au Conseil de la République en décembre 1946 mais il échoue à nouveau.

## Parlementaire et élu local
Sa carrière locale prend de l'ampleur avec les élections municipales de 1947 qui le portent à la mairie de Sully et les élections cantonales de 1949 qui font de lui le conseiller général d'Epinac sous l'étiquette du Rassemblement du peuple français (RPF). Mais entre-temps, Joseph Renaud devient parlementaire à l'occasion des élections sénatoriales de 1948 qui lui permettent d'entrer au Conseil de la République avec l'étiquette « Centre républicain d'action sociale et paysanne – RPF ». Le nouveau sénateur n'a que quarante-deux ans. 
Au Palais du Luxembourg, Joseph Renaud est partisan de l'intergroupe RPF au sein du groupe du centre républicain d’action rurale et sociale (CRARS). La démission du député républicain indépendant Patrice Bougrain-Dubourg en octobre 1949 fait entrer Joseph Renaud - troisième sur la liste en 1946 - au Palais-Bourbon, mais si son admission est validée le 3 novembre, elle s'accompagne le jour même d'une démission,.
Alors qu'à la fin de l'année 1950, les gaullistes de Saône-et-Loire cherchent encore leurs candidats pour les élections législatives de 1951 et que le nom du général Billotte circule, c'est Joseph Renaud, ex-indépendant et personnalité influente de la Confédération générale de l'Agriculture, qui est finalement choisi pour conduire la liste du RPF en juin. La liste obtient 50 377 voix sur 233 867 (21,5%), ce qui permet au parti gaulliste de frôler les deux sièges. Le succès est largement dû à Joseph Renaud qui met largement en avant, pendant la campagne électorale, sa connaissance de la ruralité et son engagement paysan et est élu député, avec un score personnel de 51 989 voix, le meilleur de la liste. Il quitte alors le Conseil de la République pour siéger à l'Assemblée. 
Au cours de la législature, il appartient à quatre commissions, celle des boissons (1951-1955), celle des moyens de communication et du tourisme (1951-1953), celle des immunités parlementaires (1951-1953) et enfin, celle de la famille, population et santé publique (1954).
Joseph Renaud vote en faveur de la loi Barangé (10 septembre 1951), contre le plan Schuman (11 décembre 1951), pour l'investiture du gouvernement Pinay le 6 mars 1952. Il est un des vingt-sept députés RPF dissidents qui, avec Édouard Frédéric-Dupont, font ce choix lourd de conséquences pour le mouvement gaulliste. Il s'abstient le 17 juin 1954 lors du vote d'investiture du gouvernement de Pierre Mendès France, ne vote pas la question préalable sur la Communauté européenne de défense (CED), le 31 août 1954, et ne prend pas part au vote sur la confiance à Pierre Mendès France, le 4 février 1955. À partir de 1953, Joseph Renaud quitte les bancs gaullistes de l'Assemblée et choisit de siéger au groupe indépendant paysan.
Joseph Renaud ne se représente pas au Conseil général en 1955.
En 1956, son projet de liste d’indépendants paysans aux législatives ayant échoué à cause de la division de la droite en Saône-et-Loire, il ne fera plus jamais acte de candidature à un mandat national, gardant pour seule fonction politique, son siège de maire de Sully jusqu'en 1973, date à laquelle il l'abandonne pour raison de santé.
Il meurt le 8 mars 1978 dans son village natal.